# Józefowo (powiat radziejowski)
Józefowo – wieś w Polsce położona w województwie kujawsko-pomorskim, w powiecie radziejowskim, w gminie Piotrków Kujawski.
W latach 1975–1998 miejscowość administracyjnie należała do województwa włocławskiego.
W wieku XIX w ówczesnym powiecie nieszawskim istnieje 4 miejscowości o nazwie Józefowo, w tym opisywane Józefowo wówczas kolonia w powiecie nieszawskim, gminie Piotrków, parafii Orle.